# 葛策
葛策（德語：Clemens von Goetze，1962年3月29日—），生于柏林，德国外交官，精通德语、英语、法语。现任德国驻日本大使，曾任德国驻土耳其大使馆公使、德国驻以色列大使、德国驻华大使等职务。

## 生平
高中毕业后，葛策在埃朗根-纽伦堡大学学习法律，并通过了两次国家法律考试。他于1990年在埃朗根-纽伦堡大学取得了博士学位。
1990年，葛策开始在德国外交学院接受高级外交服务培训，完成学业后，他于1991年至1992年和1992年至1994年期间分别担任德国外交部国务秘书办公室顾问与德国驻菲律宾大使馆政法领事顾问。回到德国后，他于1994年至1997年担任高级人事部门顾问，于1997年至2002年担任时任德国外交部长克劳斯·金克尔及其继任者约瑟夫·菲舍尔的私人助理。
2002年至2003年，葛策担任德国驻土耳其大使。2003年至2005年，他再次回到德国外交部总部工作。2006年至2009年，他担任驻布鲁塞尔欧盟大使级常驻代表，同时兼任欧盟政治与安全委员会常驻代表。
返回德国后，葛策于2009年成为联邦总统办公室外交、安全、欧洲和发展政策第二部负责人，并一直担任该职位至2012年。随后，他返回德国担任部长级政治部第三部负责人主任回到外交部。在 2015 年之前，他负责非洲、亚洲、拉丁美洲以及近东和中东地区。
2015年7月，葛策担任德国驻以色列大使。2015年8月6日，时任以色列国总统鲁文·里夫林接见冯·格策递交国书。2018年9月6日，葛策出任驻华大使，同月10日递交国书。2021年9月，他被派往日本担任候任大使，并于10月21日被正式任命为大使。